# الیاس کارامسلی
الیاس کارامسلی (انگلیسی: Elyes Karamosli؛ زادهٔ ۲۲ اوت ۱۹۸۹) یک بازیکن والیبال اهل تونس است.